# Hermann Bondi
Hermann Bondi (ur. 1 listopada 1919 w Wiedniu, zm. 10 września 2005 w Cambridge) – matematyk i kosmolog brytyjski, pochodzenia austriackiego. Jako uczony zasłynął przede wszystkim opracowaniem – wspólnie z Goldem i Hoyle’em – teorii stanu stacjonarnego (1948).

## Życiorys
Był synem lekarza austriackiego narodowości żydowskiej. Krótko przed Anschlussem Austrii wyjechał na zaproszenie Arthura Eddingtona do Anglii i podjął studia w Trinity College na Uniwersytecie Cambridge. Na początku II wojny światowej znalazł się w gronie osób internowanych przez władze brytyjskie na wyspie Man ze względu na pochodzenie; wraz z Bondim wśród zatrzymanych byli m.in. Max Perutz i Thomas Gold. Pod koniec 1941 Bondi i Gold zostali zwolnieni i wraz z Fredem Hoyle prowadzili badania nad radarem dla brytyjskiej Admiralicji. W 1946 Bondi został poddanym brytyjskim.
W latach 1945–1954 wykładał matematykę w Cambridge, od 1954 był profesorem King's College w Londynie. Na emeryturę przeszedł w 1985. Był także głównym doradcą ds. naukowych Ministerstwa Obrony i Ministerstwa Energetyki. W latach 1967–1971 pełnił funkcję dyrektora generalnego Europejskiej Organizacji Badań Kosmicznych (późniejszej Europejskiej Agencji Kosmicznej), był również przewodniczącym Rady Badań Środowiska Naturalnego (1980-1984). W 1959 został członkiem Royal Society, w latach 1982-1999 przewodniczył Brytyjskiemu Stowarzyszeniu Humanistycznemu. Był odznaczony m.in. komandorią Orderu Łaźni (1973), otrzymał złoty medal Królewskiego Towarzystwa Astronomicznego w 2001.